# Antillicharis adorabilis
Antillicharis adorabilis är en insektsart som beskrevs av Otte, D. och Perez-gelabert 2009. Antillicharis adorabilis ingår i släktet Antillicharis och familjen syrsor. Inga underarter finns listade i Catalogue of Life.